# Schöck Ottó
Schöck Ottó (Győr, 1946. augusztus 31. – Budapest, 1999. június 16.) magyar zenész és dalszerző, a Metro együttes tagja.

## Pályafutása
Középiskolai tanulmányait a Puskás Tivadar Távközlési Technikumban végezte 1960 és 1964 között. 1963-tól 1970 májusáig tagja volt a Metro együttesnek mint billentyűs.
Később megalapította a Schöck együttest, azonban ezzel a formációval már nem ért el jelentős sikereket. Zenekarával játszott Ausztriában és Svájcban, turnézott Norvégiában és Svédországban is. Dalokat írt többek között Zalatnay Saroltának, Szűcs Judithnak, Szécsi Pálnak, Korda Györgynek, Koncz Zsuzsának és Zoránnak.
1999-ben hunyt el, az Óbudai temetőben nyugszik (20. parcella, 1. sor, 359. sír).